# Charles Baur
Charles Baur (ur. 20 grudnia 1929 w Paryżu, zm. 2 stycznia 2015 w Maroku) – francuski polityk, przedsiębiorca i samorządowiec, parlamentarzysta krajowy, eurodeputowany II i III kadencji, długoletni prezydent Pikardii.

## Życiorys
Urodził się w rodzinie bankiera z Alzacji. Studiował prawo na Uniwersytecie Paryskim, kształcił się również w Instytucie Nauk Politycznych w Paryżu. Jako przedsiębiorca był m.in. prezesem grupy COMIR, a także głównym akcjonariuszem przedsiębiorstw Lafuma i Guy Degrenne. Magazyn „Challenges” szacował wartość jego majątku na 85 milionów euro.
Zaangażował się również w działalność polityczną, był początkowo członkiem Francuskiej Sekcji Międzynarodówki Robotniczej. Później związał się z Unią na rzecz Demokracji Francuskiej, pełnił funkcję wiceprzewodniczącego wchodzącej w jej skład Partii Socjaldemokratycznej. Od pierwszej połowy lat 50. do 1989 zajmował stanowisko mera Villers-Cotterêts. W międzyczasie był także radnym i przewodniczącym rady departamentu Aisne. Od 1976 do 1978 sprawował urząd prezydenta Pikardii (przewodniczącego rady regionalnej). Powrócił na tę funkcję w 1986, pełniąc ją nieprzerwanie do 2004. Po raz ostatni został wybrany na sześcioletnią kadencję w 1998 dzięki kontrowersyjnemu sojuszowi z Frontem Narodowym.
Był również deputowanym do Parlamentu Europejskiego II i III kadencji (1986–1993) oraz posłem do Zgromadzenia Narodowego X kadencji (1993–1997).
Odznaczony Legią Honorową V klasy, Orderem Narodowym Zasługi V klasy i Orderem Palm Akademickich II klasy.